# Rinconada los Álamos
Rinconada los Álamos är en ort i Mexiko.   Den ligger i kommunen Mineral de la Reforma och delstaten Hidalgo, i den sydöstra delen av landet, 90 km nordost om huvudstaden Mexico City. Rinconada los Álamos ligger 2 456 meter över havet och antalet invånare är 335.
Terrängen runt Rinconada los Álamos är kuperad åt nordost, men åt sydväst är den platt. Runt Rinconada los Álamos är det mycket tätbefolkat, med 1 135 invånare per kvadratkilometer. Närmaste större samhälle är Pachuca de Soto, 4,1 km nordväst om Rinconada los Álamos. Omgivningarna runt Rinconada los Álamos är i huvudsak ett öppet busklandskap.